# One Love Reggae
A One Love Reggae (OLR) 2009. március 2-án indult el mint online reggae-zenei rádió, amely később reggae-zenei hírportállá alakult, és a magyarországi reggae-élet népszerűsítését tűzte ki célul. Az OLR TV a One Love Reggae fő projektje lett, amelynek keretében YouTube-on mutatnak be interjúkat, koncertfelvételeket és egyéb videókat. Az OLR szervezte meg a Hungarian Reggae Awards díjátadót a One Love Reggae Gála keretében, illetve a Roots, Rock, HUNreggae című, a magyar reggae-életet bemutató riportfilmet is az OLR készítette.

## Tevékenysége

### Reggae Rádió
Borsodi fiatalok kezdeményezésére 2009. március 2-án indult a One Love Reggae Rádió, amelynek célja az volt, hogy megszülessen az első magyarországi webrádió, amely kimondottan csak reggae-zenével foglalkozik. A műsorkészítők azzal segítették az rádió interaktivitását, hogy az élő műsorokhoz hozzá lehetett szólni MSN-en és Skype-on. Olyan műsorokkal igyekeztek a műsor készítők népszerűsíteni a reggae-zene különböző műfajait, mint a Teach Di Youth, Pozitiviti, Sz.E.Sz (Szerda Esti S(z)KAladozás), Old Vibrations, Natty Takeover stb. A rádió a reggae minden műfaját (például ska, dub, dancehall, rosksteady stb.) igyekezett műsorra tűzni. A rádió 2013-ban befejezte működését, a honlap, mint tematikus zenei híroldal üzemelt tovább és az OLR TV vette át a zászlóshajó szerepét.

### Zenei portál
A rádió üzemeltetése mellett híreket és érdekességeket, szórakoztató témájú cikkeket jelentetett meg a honlapján. A magyarországi reggae-zenei élet szinte minden eseményét összegyűjti évek óta, és heti buliajánló rovatban ajánlja a műfaj kedvelőinek. A műfajban tevékenykedő nemzetközi hírű előadók magyarországi fellépésein, koncertjein 2009 óta mindig igyekszik ott lenni, és a rendezvényről beszámolni videós vagy írott formában. A műfaj előadóit bemutató cikksorozatokat készítettek, például Teach Di Youths, és a Hét zenéje.

### OLR TV
A One Love Reggae YouTube-os sorozatában elsősorban interjúkat, beszámolókat, koncertfelvételeket és riportokat mutatnak be. A 2009 óta a Magyarországon megfordult nemzetközi hírű reggae-sztárok többségével (pl. Gentleman, Ky-Main Marley, Stephen Marley, a Skindred, Patrice, Julian Marley, Perfect Giddimani, Freddie, Chino és Stephen McGregor, stb.) sikerült interjút készíteniük. Az OLR TV nevéhez fűződik a Roots, Rock, HUNreggae, az első magyar riportfilm, ami a hazai reggae életről szól.

### Roots, Rock, HUNreggae
A riportfilm, amely a magyarországi reggae-életet mutatja be belülről, a műfajban tevékenykedők szemével. A film java részét a 2014-es LB27 Reggae Campen forgatta a stáb, illetve néhány jelenetet a budapesti Duna parthoz közel. A film bemutatója 2014 október 31-én volt a Budapesti szórakozóhelyen, a MüSziben, mely egy egész estés bulival volt egybekötve, A film teljes egészében megtalálható a Youtube-on. Készült a filmnek egy folytatása, mintegy kiegészítésként. Ugyan azokat a kérdéseket a műfaj rajongói is megkapták egy évvel később, ugyanott, a Reggae Campen. Így a film folytatása a Roots Rock HUNreggae 1.5 – A masszív címet kapta. A stáb tervezi a folytatást. A film zenéjét a nemzetközileg is elismert DU3normal szerezte, a rendező Pécz Pál "SitganPali".

### Reggae Camp részvételek
2009-ben az OLR indulásakor már meghívást kapott a stáb a legnagyobb hazai reggae-zenei rendezvényre, az LB27 Reggae Campre. Eleinte rádió adásokat készítettek a fesztivál résztvevői között, majd később, mikor kialakult az "OLR bázis" egy baráti találkozóponttá alakult az OLR jelenléte, ahol kötetlen beszélgetések zajlottak, és a közkedvelt "cigitekerő verseny" is minden évben megrendezésre kerül. Az OLR TV minden évben készít egy összefoglaló videót a fesztiválról, amiben a fesztivál látogatói és fellépők kapnak szót.

### Soulfood & Unity Reggae pikniksorozat
A reggae-zene kedvelőinek szóló rendezvénysorozat, mely 2016 nyarától, Budapesten, a Római-parton található Két Rombusz nevű helyen, hétvégéken kerül megrendezésre. A baráti hangulatú összejövetelen közös főzés, beszélgetések, spontán zenélések alakultak ki. A közösen főzött ételekből bárki fogyaszthat, "becsületkassza" alapon.

## Hungarian Reggae Awards
A One Love Reggae Gála keretében koncertekkel és hajnalig tartó bulival ünnepelték meg és díjazták a magyar reggae-élet kiemelkedő alakjait, akik az előző évben a legjobbak voltak a zsűri és a közönség szerint, hét kategóriában:
- Az év zenekara (Az év albuma kategóriát váltotta fel)
- Az év énekese
- Az év zenésze
- Az év DJ-je (Az év sound-ja (producere, DJ-je) kategóriát váltotta fel)
- Az év újdonsága (az év eseménye kategóriát váltotta fel)
- Az év videóklipje
- Az év embere

Eddig 2015-ben és 2016-ban lett megrendezve a One Love Reggae Gála.

### Jelöltek és nyertesek
| 2015 | 2016 |
| --- | --- |
| AZ ÉV ALBUMA: - LB27 – Offenzíva - Riddim Colony – Rise and Shine - The Mighty Fishers – Soul Garden - AfroDZAQM – Firebird - Re-G – Jah Works AZ ÉV ÉNEKESE: - Copy Con - Moe - MC Babystep - Dannona - G.Ras AZ ÉV ZENÉSZE: - Krecsmáry Zsolt - Hertelendi Rasta István - Leslie2Long - Mike Gotthard - Lipi Brown AZ ÉV VIDEOKLIPJE - Istvándi Botond – Reggae Camp Aftermovie - Manaky – Ain't nobody - PASO – Rum sweet rum - Pozitív – Hovatovább - Riddim Colony – Ganja smoke is in the air AZ ÉV ESEMÉNYE - LB27 Reggae Camp 2014 - Roots Rock HUNReggae filmpremier - Dub Yard a Campen - Marley69 - PASO 11. szülinap a Parkban AZ ÉV SOUNDJA (PRODUCERE, DJ-JE) - Dubapest HiFi - Áfonya - Mark Rousing - Riddim Colony Sound - DU3normal AZ ÉV EMBERE - Bodnár Tibi - Sitgan - Selecta Jahfar - I.Ration - Miksa | AZ ÉV ZENEKARA - Afrodzaqm - Manaky - Ladánybene27 - Riddim Colony - The Mighty Fishers AZ ÉV ÉNEKESE - Moe - Kercsmáry Zsolt - CéAnne - Copy Con - G.Ras AZ ÉV ZENÉSZE - Koroknay András - Ritchie Dixon - Kálmán András - Don Miguel - Lipi Brown AZ ÉV DJ-JE - Jahfar - Selecta James - Riddim Colony Sound - RasTacskó - Joe-Z AZ ÉV ÚJDONSÁGA - Manaky - Budapest Dub Club - SunZecta - DU3normal - "Mi is itt vagyunk!" kiállítás AZ ÉV VIDEOKLIPJE - Manaky – Bloodshed - PASO f. Riger János – Részeg - Riddim Colony ft. Micah Shemaiah – Lion's Way - Afrodzaqm & ManGoRise ft. Copy Con – Nem hátrálhatsz meg - Ladánybene 27 zenekar – Arccal a sárban AZ ÉV EMBERE - Farek - G.Ras - TB Homelock - SitganPali - Jahfar |
| Zsűri: - Faragó Barna (zenész, hangmérnök) - Deseő Balázs "dBalage" (Zenész, producer, hangmérnök) - Ördög Norbert "Selector DreadHead" (DJ) - Hargitai Péter "SkaPeti" (Zenész) - + Online közönségszavazás | Zsűri: - Németh Gábor "Negrus" (Zenész, hangmérnök) - Keszi Zsolt "Irie Zion" (Újságíró, programszervező) - Vékási Attila "Skattila" (SkaBudapest – blogger, újságíró) - Vági Tamás (Zenész, producer) - + helyszíni közönségszavazás |
| Helyszín: Művelődési Szint (MüSzi) | Helyszín: G3 (Gödör Klub) |